# رالف غاردينر
رالف غاردينر (بالإنجليزية: Ralph Gardiner)‏ هو لاعب كرة قدم أسترالية أسترالي، ولد في 19 فبراير 1897 في Cudgen ‏ في أستراليا، وتوفي في 3 مايو 1945 في سيدني في أستراليا.

## وصلات خارجية
- رالف غاردينر على موقع AustralianFootball.com (الإنجليزية)
- رالف غاردينر على موقع AFLtables.com (الإنجليزية)